# Nick Pippenger
Nicholas John Pippenger est chercheur en informatique. Il produit un certain nombre de résultats fondamentaux dont beaucoup sont largement utilisés dans le domaine de l'Informatique théorique, du traitement des bases de données et de l'optimisation des compilateurs. Il atteint le rang d'IBM Fellow au Almaden IBM Research Center à San Jose, en Californie. Il enseigne à l'Université de la Colombie-Britannique à Vancouver, en Colombie-Britannique, au Canada et à l'Université de Princeton aux États-Unis. À l'automne 2006, Pippenger rejoint la faculté du Harvey Mudd College.
Pippenger est titulaire d'une licence en sciences naturelles du Shimer College et d'un doctorat du Massachusetts Institute of Technology. Il est marié à Maria Klawe, présidente du Harvey Mudd College. En 1997, il est nommé membre de l'Association for Computing Machinery. En 2013, il devient membre de l'American Mathematical Society.
La classe de complexité, Nick's Class (NC), des problèmes rapidement résolubles sur un ordinateur parallèle, est nommée par Stephen Cook en l'honneur de Nick Pippenger pour ses recherches sur les circuits à profondeur polylogarithmique et à taille polynomiale,.